# Бронич (герб)
Бронич  або Єлець (пол. Bronic, Jelce, Jelec) — герб шляхетський часів Речі Посполитої. Використався більше 14 родами в Польщі, Україні, Литві і Білорусі.

## Опис
У червоному полі розташований золотий знак у вигляді літери Х з загнутими у бік кінцями. Кожен з ефесів закінчується з обох боків кулькою, і, разом складені, вони перехрещуються. Схожими гербами є Корсак, Лопот та Єлець II.

## Роди
В Речі Посполитій герб використовувало більше 14 польських, українських, литовських, білоруських родів:

Бековські, Бородзець, Бронич (Броник) Бронець, Биковські, Ситович (Цитович), Гавсович, Гаврилович, Гаусович, Гавшевич, Нарвойн, Туродовські, Вадомскі, Вардомскі.
Історик О. Однороженко відзначає, що герб у вигляді літери Х з загнутими у бік кінцями використовували роди Немиричів, Редчичів та Валевських-Левковських.